# Partido Comunista de Italia (2014)
El Partido Comunista de Italia (PCd'I) (en italiano: Partito Comunista d'Italia) fue un partido comunista de Italia creado el 23 de noviembre de 2014 a partir de la transformación del Partido de los Comunistas Italianos (PdCI). Se reclamaba heredero del antiguo Partido Comunista Italiano (1921-1991), lo que se reflejaba en la similitud de sus logotipos.
Debutó electoralmente en las elecciones regionales de 2015, presentando lista en Puglia, aunque no consiguió ningún puesto de consejero. Con la asamblea nacional constituyente en San Lazzaro di Savena del 24-26 de junio de 2016, el PCd'I confluyó en el nuevo Partido Comunista Italiano.